# أليكساندرو راوتا
أليكساندرو راوتا ( مواليد 17 يونيو 1992 في رومانيا) هو لاعب كرة قدم روماني لعب سابقاً مع نادي أحد السعودي.

## روابط خارجية
- أليكساندرو راوتا على موقع قاعدة بيانات كرة القدم.إي يو (الإنجليزية)
- أليكساندرو راوتا على موقع Soccerway.com (الإنجليزية)
- أليكساندرو راوتا على موقع عالم كرة القدم.نت (الإنجليزية)